# La Riera de Gaià
La Riera de Gaià település Spanyolországban, Tarragona tartományban. La Riera de Gaià El Catllar, La Nou de Gaià, Altafulla, Tarragona és Vespella de Gaià községekkel határos. Lakosainak száma 1807 fő (2024).

## Népesség
A település népessége az elmúlt években az alábbi módon változott:
| Lakosok száma | 448  | 1152 | 989  | 992  | 940  | 1203 | 1587 | 1678 | 1744 | 1807 |
|               | 1717 | 1887 | 1936 | 1960 | 1986 | 2004 | 2009 | 2014 | 2019 | 2024 |